# Обливной (хутор)
Обливной — хутор в Мартыновском районе Ростовской области. Входит в состав Зеленолугского сельского поселения.

## География
Хутор Обливной расположен примерно в 22 км к западу от слободы Большая Мартыновка. Ближайший населённый пункт — хутор Денисов. В 5 км к северу от хутора проходит автодорога Р 61-4 (Ростов-на-Дону – Семикаракорск – Волгодонск).
На хуторе есть артезианская скважина.

## Население
| 2010 | 2012 |
| ---- | ---- |
| 118  | ↗131 |

По данным на 2012 год, в Обливном проживает 131 человек